# Carminativo
Un carminativo es un medicamento o sustancia que favorece la disminución de la generación de gases en el tubo digestivo y con ello disminuyen las flatulencias y cólicos.
El efecto se refiere a un efecto antiespasmódico en los músculos estomacales lisos y a un efecto de disminución de la fermentación en la flora intestinal.

## Etimología
Puede provenir de dos raíces:
- del antiguo verbo español «carminar» ―que proviene del latín carmināre, ‘cardar’ (peinar la lana para eliminar la inmundicia)―.[1]
- del sustantivo cármina (‘encantamiento’), de donde provino el francés charmer (‘encantar’), que en la Edad Media se creían capaces de resolver los dolores físicos.[2]

Cármina proviene del latín carmen, relacionado con Camena o Casmena (la diosa del canto) y con Carmenta o Casmenta (la diosa del vaticinio), que provienen de una antiquísima palabra indoeuropea desconocida, de donde provino también el sánscrito śásman, ‘invocación, alabanza’ (que aparece ya en el Rig-veda, el texto más antiguo de la India, de mediados del II milenio a. C.).

## En la medicina moderna
La medicina moderna utiliza la simeticona, que ―en lugar de tener un efecto antiespasmódico― disminuye la tensión superficial en las burbujas de gas.

## Herbolaria
Algunas plantas o especias con propiedades carminativas:
- Artemisia absinthium (absintia, ajenjo, ajorizo, artemisia amarga o hierba santa).
- Laurus nobilis (laurel)
- Azafrán
- Cálamus
- Cardamomo
- Carum carvi (alcaravea, alcarahueya, alcaravia, carvia, comino o comino de prado).
- Cebolla
- Coriándrum sátivum (cilantro, coriandro o culantro).
- Eneldo
- Epazote
- Férula assafoétida (asafétida o hing).
- Glycyrrhiza glabra (regaliz u orozuz).
- Hinojo
- Jengibre
- Manzanilla
- Melissa officinalis (citronela, melisa o toronjil).
- Mentha × piperita (menta piperina, menta peperina, monte yuyo, peperina, piperita, toronjil de menta).
- Mentha spicata (hierbabuena, menta verde o yerbabuena).
- Minthostachys mollis (muña o peperina).
- Myrística (nuez moscada).
- Ócimum basílicum (albahaca o alhábega).
- Origánum maiorana (mayorana o mejorana).
- Oríganum vulgare (orégano).
- Pimpinella anísum (anís en semilla, anís verde o matalahúva).
- Romero
- Tomillo